# Eremo di San Magno
L'eremo di San Magno è un eremo ubicato a San Mango Piemonte.

## Storia e descrizione
Secondo la tradizione, durante la sua fuga da Trani a Roma, per sfuggire alle persecuzioni di Decio, san Magno si sarebbe rifugiato per circa dieci anni, dal 220 al 230, in una grotta sul monte che in seguito prenderà il suo nome, all'epoca chiamato monte della Selva, evangelizzando la popolazione locale: proprio a questa sarebbe apparso dopo la sua morte, avvenuta nel 251, chiedendo di erigere un eremo nei pressi della grotta. Tra il X e l'XI secolo l'eremo risultava già essere molto frequentato, anche perché nelle vicinanze sorgeva una cisterna per la raccolta dell'acqua e una torre d'avvistamento, il castello Merola. Altre testimonianze sull'esistenza dell'eremo sono documentate in scritti del 1278 e del 1309. Nel 1542 venne realizzato l'affresco del santo, forse per volere popolare, mentre con l'acquisto del feudo di San Mango nel 1688 da parte della famiglia Conselice, l'eremo ritrovò popolarità: all'inizio del XVIII secolo venne realizzata una statua di San Magno, probabilmente copia di una precedente andata perduta.
L'eremo è incastonato nella roccia ed è costituito da diversi ambienti: la facciata è caratterizzata, sulla destra, da un campanile a vela. All'interno si trova la chiesa, ricavata nella grotta che ospitò san Magno: la cavità ha una larghezza di 14 metri, un'altezza di 9 e una profondità di 13: sul fondo è l'affresco, raffigurante San Magno, realizzato nel 1542. Nel XVIII era testimoniata la presenza di tre cappelle, una dedicata alla Madonna, una a san Biagio e una a sant'Antonio Abate, tutte con relative statue.